# Хараба-Гилян
Хараба-Гилян (азерб. Xarabagilan) — развалины древнего большого города, расположенные приблизительно в четырёх километрах к северо-востоку от селения Юхары Азы Ордубадского района Нахичеванской Автономной Республики Азербайджана. 
Об этом городе в литературе почти нет никаких сведений. В центре города находятся развалины крепости. Кроме остатков зданий, крепостных стен, мавзолея, мечети и башен, сохранились следы оросительных канав, вода в которые поступала из реки Гилянчай.
По мнению некоторых путешественников, город этот был основан в V веке. Археологические раскопки, произведённые на развалинах Хараба-Гилян, выявили разные керамические изделия, медные орудия, аббасидские монеты, что свидетельствует об оживлённой связи города с торговыми и ремесленными центрами Ближнего и Среднего Востока.
При монголах Хараба-Гилян подвергся первому сильному разрушению, затем после ряда нашествий чужеземных захватчиков окончательно пришёл в упадок.
В октябре 1979 года к северо-западу от Хараба-Гилян на участке стыка западной и южной крепостных стен был обнаружен склеп Гиланская гробница. 

## Галерея

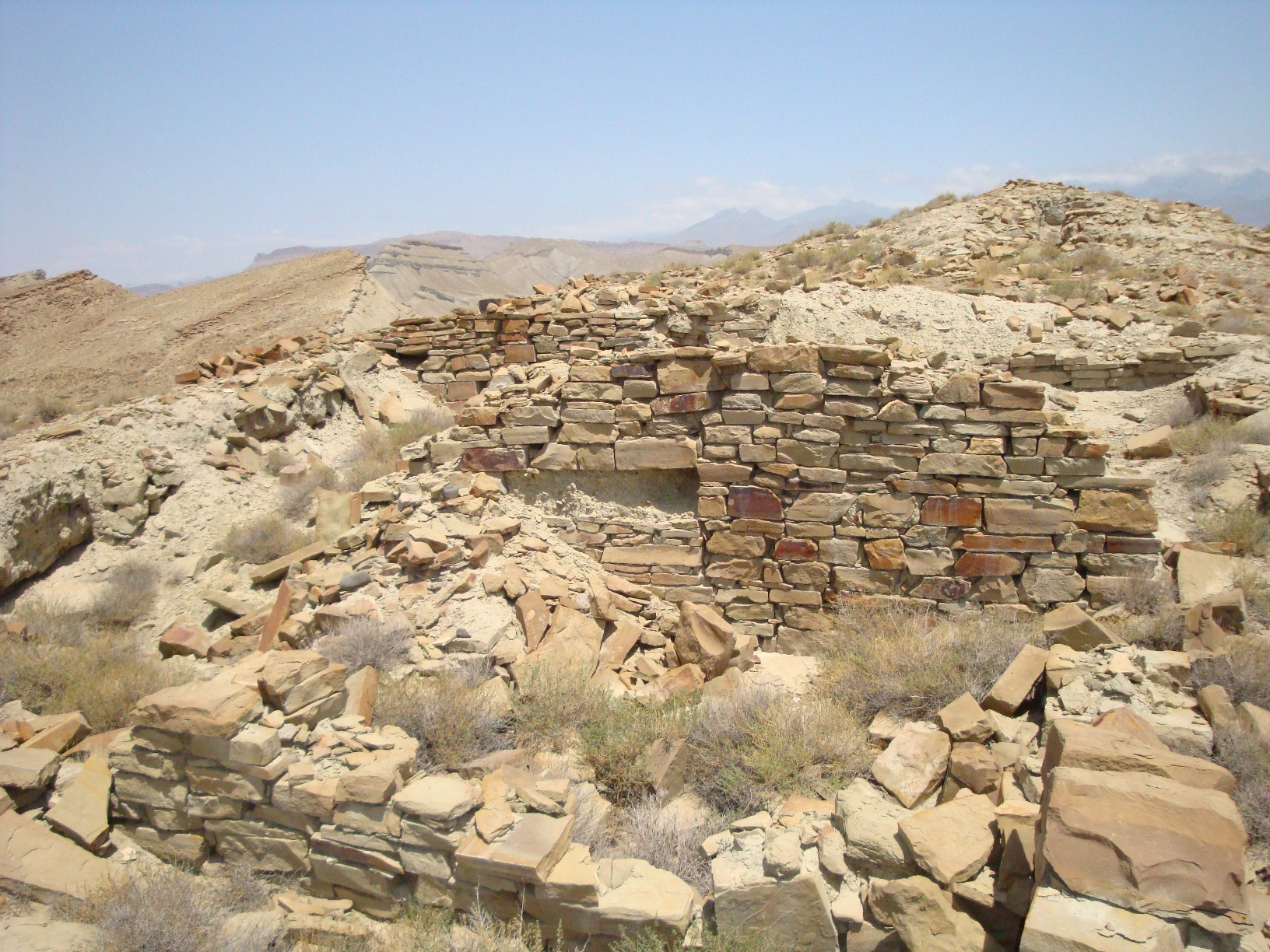
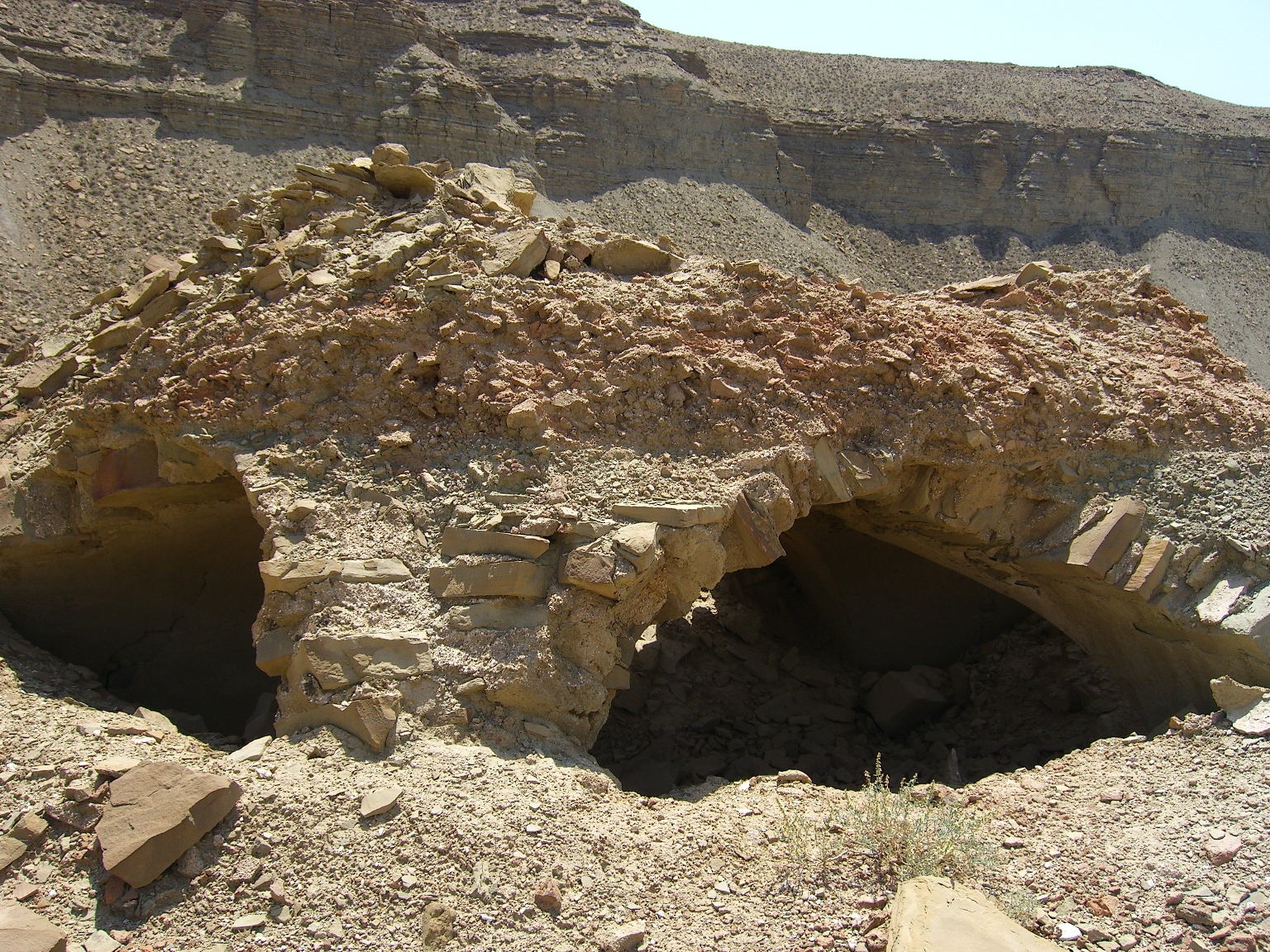
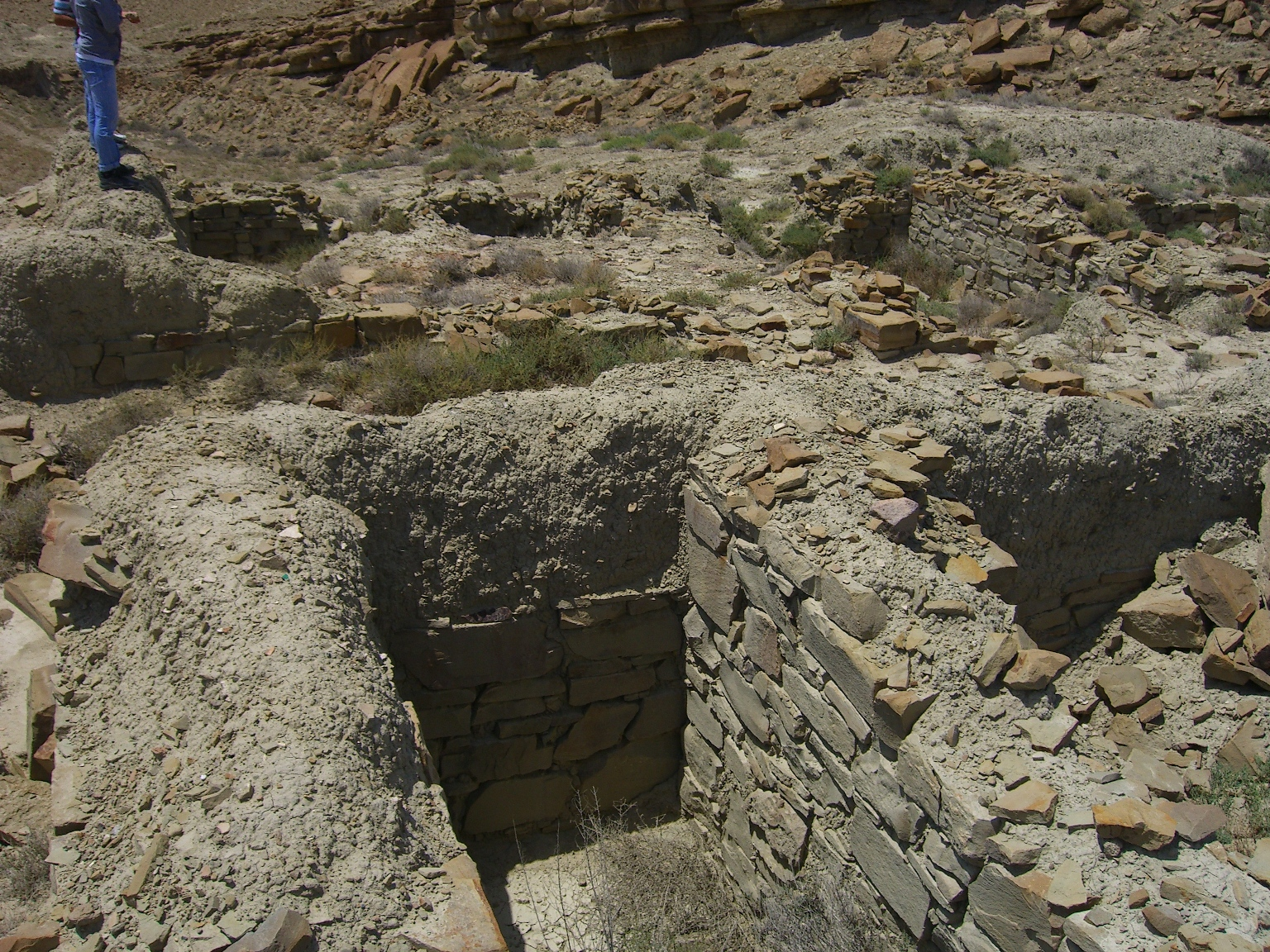
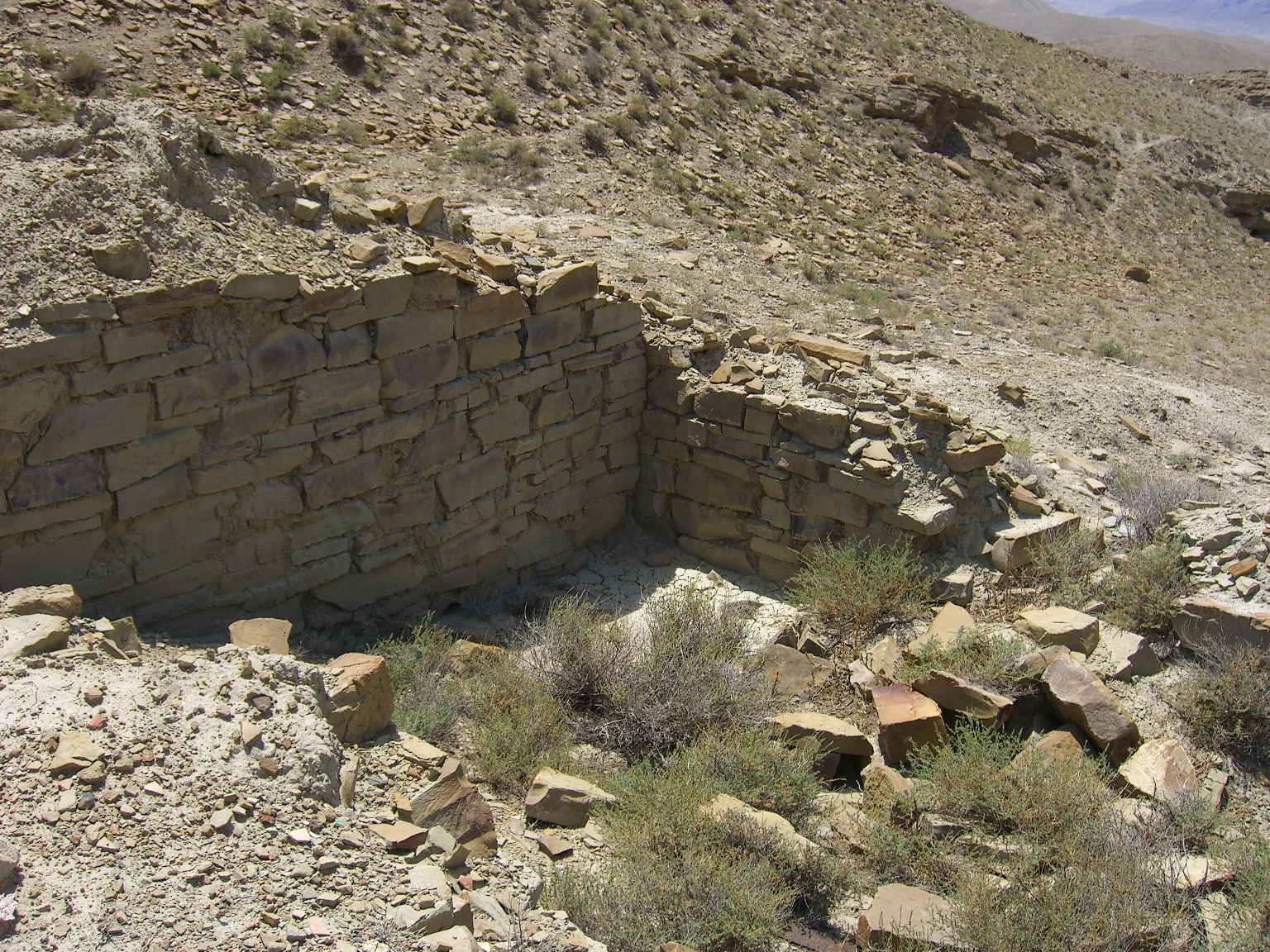